# Laroque-Timbaut
Laroque-Timbaut is een gemeente in het Franse departement Lot-et-Garonne (regio Nouvelle-Aquitaine). De plaats maakt deel uit van het arrondissement Agen. Laroque-Timbaut telde op 1 januari 2022 1.589 inwoners.
Laroque-Timbaut was in de middeleeuwen een stad bestuurd door vier consuls.

## Geografie
De oppervlakte van Laroque-Timbaut bedroeg op 1 januari 2022 21,64 vierkante kilometer; de bevolkingsdichtheid was toen 73,4 inwoners per km².

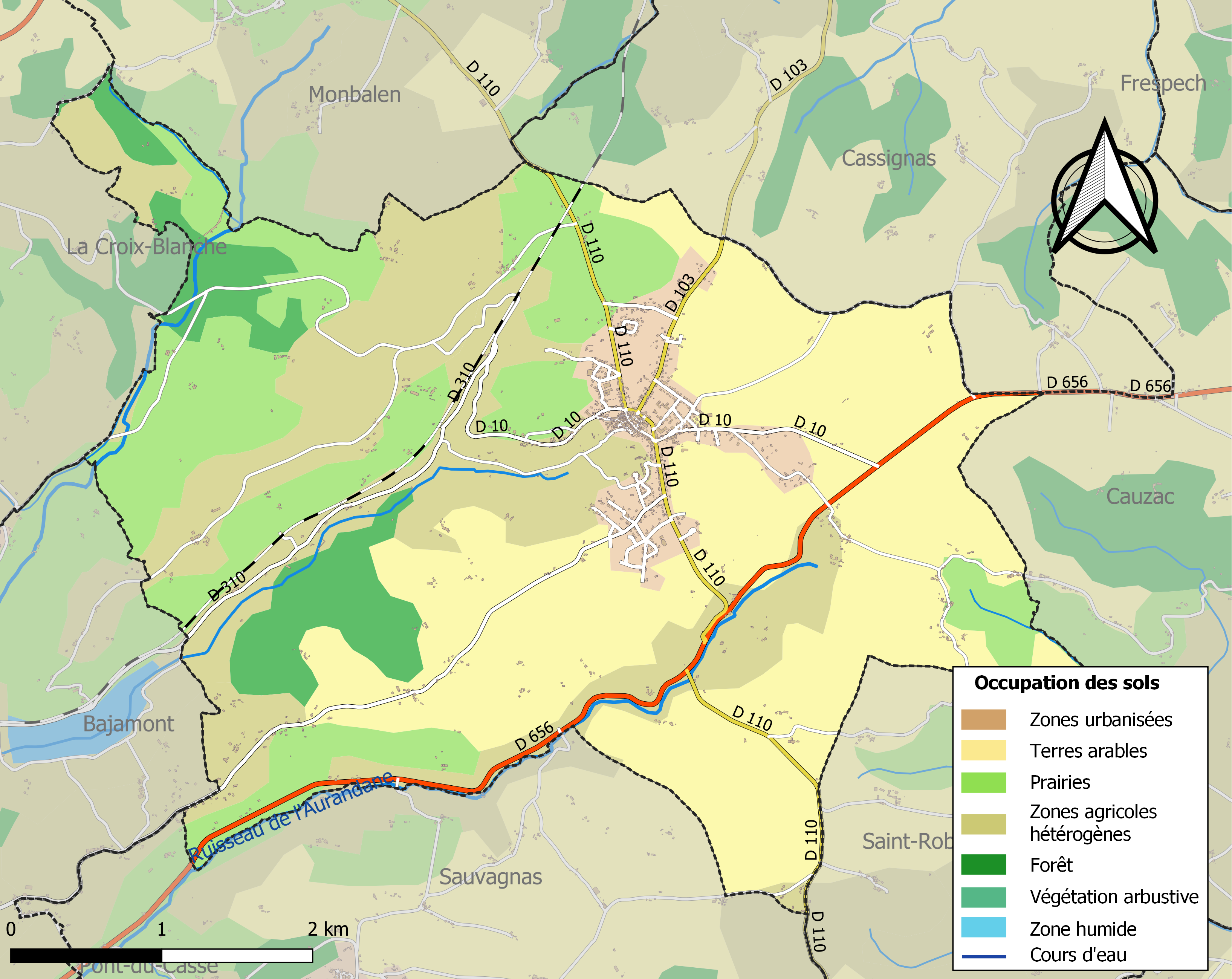
Kaart van de gemeente met de belangrijkste infrastructuur, bodemgebruik en omliggende gemeenten

## Verkeer en vervoer
In de gemeente ligt de spoorweghalte Laroque.

## Demografie
Onderstaande figuur toont het verloop van het inwonertal (bron: INSEE-tellingen).